# Известия Отделения русского языка и словесности Академии наук
«Известия отделения русского языка и словесности Академии наук» (ИОРЯС АН) — журнал Российской Академии наук по истории письменности, славистике, языкознанию и фольклору. Издавался в Санкт-Петербурге с 1896 по 1927 год.

## История
Журнал являлся возобновлением «Известий Императорской АН по Отделению русского языка и словесности», выходивших в 1852—1863 годах под редакцией академика И. И. Срезневского.
Первоначально издание выходило как «Известия Отделения русского языка и словесности Императорской Академии наук», начиная с 1917 года — как «Известия Отделения русского языка и словесности Российской Академии наук», с 1926 года — как «Известия Отделения русского языка и словесности АН СССР». В 1927 году издание было прекращено в связи с присоединением Отделения русского языка и словесности к Отделению гуманитарных наук АН СССР.
Издававшиеся с 1928 по 1930 год под редакцией академика Е. Ф. Карского «Известия по русскому языку и словесности АН СССР» иногда рассматривают как неофициальное продолжение «ИОРЯС».

### Главные редакторы
- академик А. Ф. Бычков (1896—1899)
- академик А. Н. Пыпин (1899—1904)
- академик А. А. Шахматов (1905—1920)
- академик Е. Ф. Карский (1920—1927)